# NEW環境展
NEW環境展（ニューかんきょうてん）は、毎年5月に東京国際展示場で開催されるアジア最大級の環境イベントである。

## 概要
1992年に晴海の東京国際見本市会場で廃棄物処理展として始まり、2000年にNEW環境展に名称を変えた。
年々規模が大きくなっており、2007年は、出展者数575社、来場者数16.8万人といずれも過去最大となった。

## 来場者数・出展企業数推移
開催年度・出展企業数・来場者数 
- 1992年・225社・7.0万人
- 1993年・235社・7.2万人
- 1994年・290社・7.4万人
- 1995年・282社・7.9万人
- 1996年・352社・8.8万人
- 1997年・419社・7.1万人
- 1998年・419社・7.1万人
- 1999年・455社・11.2万人
- 2000年・473社・11.6万人
- 2001年・506社・12.0万人
- 2002年・529社・13.0万人
- 2003年・542社・13.0万人
- 2004年・536社・14.2万人
- 2005年・549社・15.3万人
- 2006年・552社・15.4万人
- 2007年・575社・16.8万人
- 2008年・587社・18.0万人
- 2009年・559社・17.0万人